# Dopaminski receptor D2
Dopaminski receptor D2 (D2R) je protein koji je kod ljudi kodiran  genom.

## Funkcija
Ovaj gen kodira D2 podtip dopaminskog receptora. Taj G protein spregnuti receptor inhibira aktivnost adenilil ciklaze. Misens mutacija ovog gena uzrokuje mioklonalnu distoniju; druge mutacije su vile vezane za šizofreniju.
Alternativno splajsovanje ovog gena proizvodi dve transkriptne varijante koje kodiraju različite izoforme. Treća varijanta je bila opisana, ali nije određeno da li je ona normalna forma ili je posledica aberantnog splajsovanja.
Kod miševa, regulacija D2R površinskog izražavanja putem kalcijumovog senzora NCS-1 u gyrus dentatus kontroliše sinaptičku plastičnost i formiranje memorije.

## Genetika
Variante alela:
- i [4]
- umetak/brisanje[5] Polimorfizmi su bili istraženi u pogledu asocijacije sa šizofrenijom.[6]

Ranija israživanja su uspostavila asocijaciju između polimorfizma Taq 1A (rs1800497) i DRD2 gena. Međutim, polimorfizam je prisutan u eksonu 8 ANKK1 gena.

## Ligandi
Većina starijih antipsihotičkih lekova, kao što su hlorpromazin i haloperidol, su antagonisti dopaminskog D2 receptora, ali su generalno veoma neselektivni. Oni su u najboljem slučaju selektivni samo za "D2-sličnu familiju" receptora, tako da se vezuju za D2, D3 i D4, a često i za mnoge druge receptore kao što su serotoninski i histaminski. To proizvodi niz nuspojava i čini ih nepodesnim za naučna istraživanja. Slično tome, stariji dopaminski agonisti koji su korišteni za Parkinsonovu bolest poput bromokriptina i kabergolina su slabo selektivi za pojedinači tip dopaminskog receptora, te mada većina njih deluju kao D2 agonisti, oni utiču i na druge podtipove. Nekoliko selektivnih D2 liganda je dostupno.

### Agonisti
- Aplindor - parcijalni agonist
- Aripiprazol - parcijalni agonist[8]
- Brekspiprazol/OPC-34712 - parcijalni agonist
- - mišoviti D2 parcijalni agonist / D3 antagonist, sa dobrom selektivnošću[9]
- Talipeksol - selektivan za D2 u odnosu na druge dopaminske receptore, ali deluje kao α2-adrenoceptorski agonist i 3 antagonist.
- - D2 parcijalni agonist i 5-HT2A parcijalni agonist, deluje kao „dopaminski stabilizator“
- Piribedil - takođe agonist D3 receptora i α2-adrenergički antagonist
- LSD - in vitro, za LSD je utvrđeno da je parcijalni agonist i da uvećava dopaminom posredovanu sekreciju prolaktina u laktotrofima.[10] LSD je isto tako  agonist.
- Pramipeksol - isto tako agonist D3, D4 receptora
- Hinpirol - isto tako agonist D3 receptora
- Hineloran
- Salvinorin A - parcijalni agonist, takođe agonist k-opioida.
- Bromokriptin
- Ropinirol

### Antagonisti
- (3-[4-(4-hlorofenil)-4-hidroksipiperidin-l-il]metil-1H-indol) - visoko selektivan D2 antagonist
- Melperon - D2 antagonist, ali i 2A antagonist
- Risperidon - D2 antagonist, ali i 2A antagonist
- Ziprasidon - D2 antagonist, ali i 2A antagonist
- Rakloprid - Radio obeležen C11rakloprid se često koristi u studijama s primenom pozitronske emisione tomografije[11]
- Klozapin
- Haloperidol
- Kvetiapin[12]
- Domperidon - D2 i D3 antagonist
- Etikloprid

 selektivni (presinaptički autoreceptori)
- Amisulprid (niske doze)

## Interakcije
Za dopaminski receptor D2 je pokazano da formira interakcije sa adenozinskim A2A receptorom, ,  i NCS-1.

## Literatura
- Missale C; Nash SR; Robinson SW;  . (1998). „Dopamine receptors: from structure to function”. Physiol. Rev. 78 (1): 189—225. PMID 9457173.
- Sidhu A, Niznik HB (2000). „Coupling of dopamine receptor subtypes to multiple and diverse G proteins”. Int. J. Dev. Neurosci. 18 (7): 669—77. PMID 10978845. doi:10.1016/S0736-5748(00)00033-2.
- Araki K; Kuwano R; Morii K;  . (1993). „Structure and expression of human and rat D2 dopamine receptor genes”. Neurochem. Int. 21 (1): 91—8. PMID 1363862. doi:10.1016/0197-0186(92)90071-X.
- Eubanks JH; Djabali M; Selleri L;  . (1993). „Structure and linkage of the D2 dopamine receptor and neural cell adhesion molecule genes on human chromosome 11q23”. Genomics. 14 (4): 1010—8. PMID 1478642. doi:10.1016/S0888-7543(05)80124-7.
- Dearry A, Falardeau P, Shores C, Caron MG (1992). „D2 dopamine receptors in the human retina: cloning of cDNA and localization of mRNA”. Cell. Mol. Neurobiol. 11 (5): 437—53. PMID 1835903. doi:10.1007/BF00734808.
- Sarkar G; Kapelner S; Grandy DK;  . (1992). „Direct sequencing of the dopamine D2 receptor (DRD2) in schizophrenics reveals three polymorphisms but no structural change in the receptor”. Genomics. 11 (1): 8—14. PMID 1837284. doi:10.1016/0888-7543(91)90096-W.
- Stormann TM, Gdula DC, Weiner DM, Brann MR (1990). „Molecular cloning and expression of a dopamine D2 receptor from human retina”. Mol. Pharmacol. 37 (1): 1—6. PMID 2137193.
- Robakis NK; Mohamadi M; Fu DY;  . (1990). „Human retina D2 receptor cDNAs have multiple polyadenylation sites and differ from a pituitary clone at the 5' non-coding region”. Nucleic Acids Res. 18 (5): 1299. PMC 330461 . PMID 2138729. doi:10.1093/nar/18.5.1299.
- Selbie LA, Hayes G, Shine J (1990). „DNA homology screening: isolation and characterization of the human D2A dopamine receptor subtype”. Adv. Second Messenger Phosphoprotein Res. 24: 9—14. PMID 2144985.
- Monsma FJ; McVittie LD; Gerfen CR;  . (1990). „Multiple D2 dopamine receptors produced by alternative RNA splicing”. Nature. 342 (6252): 926—9. PMID 2480527. doi:10.1038/342926a0.
- Dal Toso R; Sommer B; Ewert M;  . (1990). „The dopamine D2 receptor: two molecular forms generated by alternative splicing”. EMBO J. 8 (13): 4025—34. PMC 401577 . PMID 2531656.
- Grandy DK; Marchionni MA; Makam H;  . (1990). „Cloning of the cDNA and gene for a human D2 dopamine receptor”. Proc. Natl. Acad. Sci. U.S.A. 86 (24): 9762—6. PMC 298581 . PMID 2532362. doi:10.1073/pnas.86.24.9762.
- Selbie LA, Hayes G, Shine J (1990). „The major dopamine D2 receptor: molecular analysis of the human D2A subtype”. DNA. 8 (9): 683—9. PMID 2533064.
- Leysen JE; Gommeren W; Mertens J;  . (1995). „Comparison of in vitro binding properties of a series of dopamine antagonists and agonists for cloned human dopamine D2S and D2L receptors and for D2 receptors in rat striatal and mesolimbic tissues, using [125I] 2'-iodospiperone”. Psychopharmacology (Berl.). 110 (1–2): 27—36. PMID 7870895. doi:10.1007/BF02246947.
- Itokawa M; Arinami T; Futamura N;  . (1994). „A structural polymorphism of human dopamine D2 receptor, D2(Ser311-->Cys)”. Biochem. Biophys. Res. Commun. 196 (3): 1369—75. PMID 7902708. doi:10.1006/bbrc.1993.2404.
- Malmberg A, Jackson DM, Eriksson A, Mohell N (1993). „Unique binding characteristics of antipsychotic agents interacting with human dopamine D2A, D2B, and D3 receptors”. Mol. Pharmacol. 43 (5): 749—54. PMID 8099194.
- Seeman P; Ohara K; Ulpian C;  . (1993). „Schizophrenia: normal sequence in the dopamine D2 receptor region that couples to G-proteins. DNA polymorphisms in D2”. Neuropsychopharmacology. 8 (2): 137—42. PMID 8471125.
- Cravchik A, Sibley DR, Gejman PV (1996). „Functional analysis of the human D2 dopamine receptor missense variants”. J. Biol. Chem. 271 (42): 26013—7. PMID 8824240. doi:10.1074/jbc.271.42.26013.
- Ho MK, Wong YH (1997). „Functional role of amino-terminal serine16 and serine27 of G alphaZ in receptor and effector coupling”. J. Neurochem. 68 (6): 2514—22. PMID 9166747. doi:10.1046/j.1471-4159.1997.68062514.x.
- Centonze D; Gubellini P;  . (2004). „Differential contribution of dopamine D2S and D2L receptors in the modulation of glutamate and GABA transmission in the striatum”. Neuroscience. 129 (1): 157—66. PMID 15489038. doi:10.1016/j.neuroscience.2004.07.043.

## Spoljašnje veze
- Receptors,+Dopamine+D2 на 
- Pappas, Stephanie. „Study: Genes Influence Who Your Friends Are”. Imaginova Corp. LiveScience. Приступљено 20. 1. 2011.